# Língua blin
A Língua blin (transliterada para Alfabeto latino como b(ə)lina ou bɨlina), bilin ou bilen é falada pelo povo bilen dentro e ao redor da cidade de Keren na Eritreia. É a única língua cuxítica falada no país. É falado por cerca de 120 mil pessoas.

## Fonologia

### Consoantes
Nota: O som /tʃ/é encontrado em palavras de origem externa e o real “status” de /ʔ/ como fonema é incerta:.
/r/ é tipicamente percebida como um consoante “Flap” (ou Tap) quando é medial e uma consoante “vibrante” quando em posição final..
|                           |                     | Bilabial | Labio- dental | Alveolar | Postalveolar ou Palatal | Velar | Velar | Farin- geal | Glotal |
| Plana                     | Labialized]]        | Bilabial | Labio- dental | Alveolar | Postalveolar ou Palatal |       |       | Farin- geal | Glotal |
| ------------------------- | ------------------- | -------- | ------------- | -------- | ----------------------- | ----- | ----- | ----------- | ------ |
| Consoante Stop e Africada | Voiceless           |          |               | t        | (tʃ)                    | k     | kʷ    |             | (ʔ)    |
| Consoante Stop e Africada | Sonora              | b        |               | d        | dʒ                      | ɡ     | ɡʷ    |             |        |
| Consoante Stop e Africada | Ejetiva             |          |               | tʼ       | tʃʼ                     | kʼ    | kʷʼ   |             |        |
| Nasal                     | Nasal               | m        |               | n        |                         | ŋ     | ŋʷ    |             |        |
| Fricativa                 | Muda (suave)        |          | f             | s        | ʃ                       | x     | xʷ    | ħ           | h      |
| Fricativa                 | Sonora              |          |               | z        |                         |       |       | ʕ           |        |
| Rótica                    | Rótica              |          |               | r        |                         |       |       |             |        |
| Semivogais                | Semivogais          |          |               |          | j                       |       | w     |             |        |
| Lateral aproximante       | Lateral aproximante |          |               | l        |                         |       |       |             |        |

### Vogais
|         | Frontal | Central | Posterior |
| ------- | ------- | ------- | --------- |
| Fechada | i       | ɨ       | u         |
| Medial  | e       | ə       | o         |
| Aberta  |         | a       |           |

## Escrita

### Abugida Ge'ez
Foi desenvolvido por missionários um sistema de escrita para o Blin usando a escrita Abugida da Língua ge’ez. Mesmo que escrita Ge’ez fosse normalmente usado para Línguas semíticas, os fonemas do Blin são muito similares (7 vogais, consoantes labiovelares e ejetivas). Desse modo a escrita necessita somente ligeiras modificações para ser adequada ao Blin, como adição das consoantes r ŋ e ŋʷ. Alguns dos símbolos adicionais requeridos pelo Blin vêm do Unicode para “Etíope estendido”, mais do do Etíope simples.
Os sinais básicos são os que seguem. Há diferenças entre a ordem seqüencial dos caracteres Blin e do Ge’ez padrão:
| Som   | /h/ | /l/ | /ħ/ | /m/ | /s/ | /ʃ/ | /r/ | /kʼ/ |   | /b/ | /t/ | /n/ | /ʔ/ | /k/ | /x/ | /w/ | /ʕ/ |
| Ge'ez | ሀ   | ለ   | ሐ   | መ   | ሰ   | ሸ   | ረ   | ቀ    | ቐ | በ   | ተ   | ነ   | አ   | ከ   | ኸ   | ወ   | ዐ   |

| Som   | /j/ | /d/ | /dʒ/ | /ɡ/ | /ŋ/ | /tʼ/ | /tʃʼ/ | /f/ | /z/ |   | /t͡ʃ/ |   |   |   |   | /ʃ/ |
| Ge'ez | የ   | ደ   | ጀ    | ገ   | ጘ   | ጠ    | ጨ     | ፈ   | ዘ   | ዠ | ቸ    | ኘ | ጰ | ጸ | ፐ | ቨ   |

Há também cinco variante labiovelars em Blin:
| Som   | /kʷʼ/ | /kʷ/ | /xʷ/ | /ɡʷ/ | /ŋʷ/ |
| Ge'ez | ቈ     | ኰ    | ዀ    | ጐ    | ⶓ    |

### Alfabeto latino
Em 1985 a Frente Popular de Libertação da Eritreia decidiu usar o alfabeto latino tanto para o Blin, como para outras línguas de minorias da Eritreia. Isso foi uma decisão política que visava confrontar o uso litúrgico da escrita Ge’ez pelos cristãos do país. O alfabeto latino foi considerado como mais “neutro”. Em 1993 montou um comitê especial para padronizar a língua Blin com o alfabeto latino.

## Outras leituras
Em inglês:
- F.R. Palmer.  1958.  "The noun in Bilin," Bulletin of the School of Oriental and African Studies 21:376-391.
- Leo Reinisch.  1882.  Die Bilin-Sprache in Nordost-Afrika. Vienna:  Carl Gerold's Sohn.
- A.N. Tucker & M.A. Bryan.  1966.  Linguistic Analyses:  The Non-Bantu Languages of North-Eastern Africa. London:  Oxford University Press.